# Голф Резиденче (Фрозиноне)
Голф Резиденче је насеље у Италији у округу Фрозиноне, региону Лацио.
Према процени из 2011. у насељу је живело 23 становника. Насеље се налази на надморској висини од 581 м.